# Saimaameer

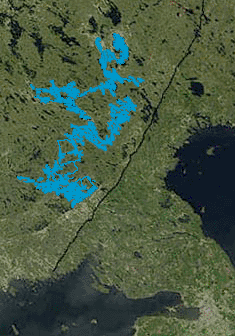
Het Saimaameer van bovenaf gezien (kunstmatig ingekleurd).

Het Saimaameer (Fins: Saimaa; Zweeds: Saimen) is het grootste meer van Finland. Het is in het zuidoosten van het land gelegen. In feite gaat het niet om één duidelijk afgebakende watervlakte, maar om een enorm merensysteem dat als een labyrint van water en land bijna heel het Finse merengebied beslaat. Een exacte definitie en exacte cijfers over de grootte zijn daardoor ook niet voorhanden. Voor het merensysteem in zijn geheel wordt een oppervlakte van bijna 4500 km² aangehouden, waarmee het Saimaameer het op drie na grootste meer van Europa is. Het eigenlijke meer, het grootste open water in het systeem, heeft een oppervlakte van ongeveer 1300 km². Het Saimaameer ligt 76 meter boven de zeespiegel en heeft een diepte tot 90 meter.
Het Saimaameer is tijdens de laatste ijstijd door de druk van het landijs ontstaan. Het watert af via de rivier de Vuoksi, die bij Imatra in het zuidoosten het land uitstroomt en via de Karelische Landengte in het Ladogameer uitmondt. Het Saimaameer is bijzonder visrijk. Het is ook de habitat van de Saimaarob, een ondersoort van de ringelrob. De Saimaarob is een zeldzame en beschermde diersoort. Er leven momenteel iets meer dan 200 exemplaren in het gebied. Deze diersoort heeft zich aan het leven in zoetwater aangepast nadat het merensysteem afgesloten geraakte van de open zee.
Het Saimaameer is van belang voor het transport van hout vanuit het Finse binnenland naar de kust en naar zee. Mede hiervoor is in 1865 het Saimaakanaal gegraven, dat het Saimaameer met de zee verbindt. Het kanaal loopt van Lappeenranta over Russisch grondgebied naar Vyborg aan de Finse Golf. Daarnaast is het Saimaagebied een geliefde toeristische bestemming. Veel Finnen bezitten een vakantiehuisje aan een van zijn oevers. Belangrijkste steden aan het meer zijn Lappeenranta, Mikkeli, Savonlinna en Imatra.